# Governo Tusk III
Il governo Tusk III è il ventiduesimo ed attuale Governo della Polonia, in carica dal 13 dicembre 2023.
Presieduto dal Primo ministro Donald Tusk, si tratta di un governo di coalizione di maggioranza composto da Coalizione Civica (KO), Polonia 2050 (P2050), Partito Popolare Polacco (PSL) e La Sinistra (LEWICA).

## Storia

### Formazione
Il governo è entrato ufficialmente in carica due giorni dopo la caduta del governo Morawiecki III, nato dal tentativo del presidente Andrzej Duda di ritardare il cambio di governo derivante dalla vittoria delle opposizioni alle elezioni parlamentari del 2023.
Esso, dunque, è frutto di un accordo tra le forze vincitrici della suddetta tornata elettorale, giunte ad un accordo di compromesso il 10 novembre dopo una serie di negoziazioni. Tale accordo non ha però potuto essere applicato fino all’espletamento del procedimento istituzionale del governo precedente dinnanzi al Sejm, in base a quanto prescritto dalla Costituzione (Art. 154, §3).

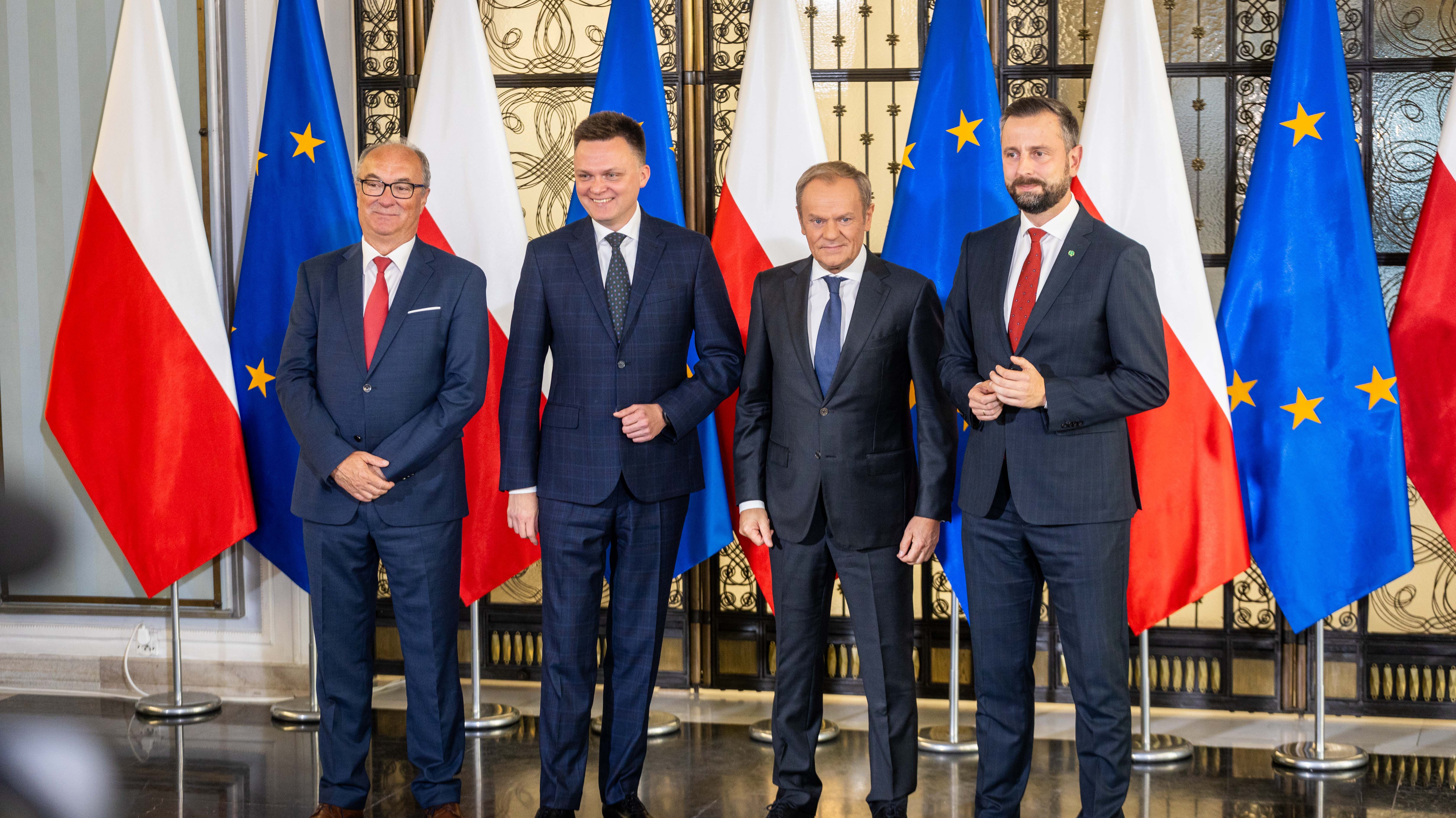
I leader di coalizione durante una conferenza stampa.

Per questo l'11 dicembre, quando al nuovo governo Morawiecki viene negata, come da previsioni della vigilia, la fiducia parlamentare con 190 favorevoli, 266 contrari e 4 assenti, il Sejm ha presto votato per conferire il mandato formale di costituzione di una maggioranza al leader dell'opposizione Donald Tusk con 248 favorevoli, 201 contrari e 11 assenti. In virtù di tale voto, il presidente Duda ha quindi accettato le dimissioni del presidente del consiglio uscente Mateusz Morawiecki e nominato per l’incarico Tusk, seppur con una certa reticenza.
Questi, dunque, forte della sua maggioranza parlamentare, si è presentato davanti al parlamento il giorno successivo, per ricevere a sua volta la fiducia ufficialmente, ottenendola con la medesima maggioranza. Grazie a ciò, dunque, il governo, giurando dinnanzi al capo dello stato, è potuto ufficialmente entrare in carica, nel pieno delle proprie funzioni, il 13 dicembre.

### Rimpasto politico
Il 10 maggio 2024, al fine di rinnovare l'organo esecutivo dopo la candidatura al Parlamento europeo di numerosi politici governativi, il Governo subisce un contenuto rimpasto politico, riguardante 4 ministeri.

## Compagine di governo

### Appartenenza politica
| Partito | Partito                                     | Presidente | Ministri | Totale |
| ------- | ------------------------------------------- | ---------- | -------- | ------ |
|         | Coalizione Civica (KO)                      | 1          | 12       | 13     |
|         | Partito Popolare Polacco-Terza Via (PSL-TD) | —          | 4        | 4      |
|         | Nuova Sinistra-La Sinistra (NL-LEWICA)      | —          | 4        | 4      |
|         | Polonia 2050-Terza Via (P2050-TD)           | —          | 3        | 3      |
|         | Indipendenti (IND)                          | —          | 3        | 3      |
| Totale  | Totale                                      | 1          | 26       | 27     |

### Situazione parlamentare
Al momento dell’investitura del capo del governo, l’11 dicembre 2023:
| Camera | Collocazione     | Partiti                                           | Seggi     |
| Sejm   |                  |                                                   |           |
| ------ | ---------------- | ------------------------------------------------- | --------- |
| Sejm   | Maggioranza      | KO (157), P2050-TD (33), PSL-TD (32), LEWICA (19) | 241 / 460 |
| Sejm   | Appoggio esterno | LEWICA (7)                                        | 7 / 460   |
| Sejm   | Opposizione      | ZP (190), KWiN (18), K15 (4)                      | 212 / 460 |

In seguito al passaggio di Lewica Razem (LR), ex-fazione di La Sinistra (LEWICA), all’opposizione, nel gennaio del 2025:
| Camera | Collocazione     | Partiti                                           | Seggi     |
| Sejm   |                  |                                                   |           |
| ------ | ---------------- | ------------------------------------------------- | --------- |
| Sejm   | Maggioranza      | KO (157), P2050-TD (32), PSL-TD (32), LEWICA (18) | 239 / 460 |
| Sejm   | Appoggio esterno | IND (1)                                           | 1 / 460   |
| Sejm   | Opposizione      | ZP (190), KWiN (18), LR (7), K15 (4)              | 220 / 460 |

In seguito alla questione di fiducia dell’11 giugno 2025:
| Camera | Collocazione     | Partiti                                           | Seggi     |
| Sejm   |                  |                                                   |           |
| ------ | ---------------- | ------------------------------------------------- | --------- |
| Sejm   | Maggioranza      | KO (157), P2050-TD (32), PSL-TD (32), LEWICA (21) | 243 / 460 |
| Sejm   | Appoggio esterno | IND (1)                                           | 1 / 460   |
| Sejm   | Opposizione      | ZP (189), KWiN (16), LR (5), WR (4), KKP (3)      | 217 / 460 |

## Composizione
Coalizione Civica (KO)
     Partito Popolare Polacco-Terza Via (PSL-TD)
     La Sinistra (LEWICA)
     Polonia 2050-Terza Via (P2050-TD)
     Indipendenti (IND)
| Presidenza del Consiglio dei ministri                                     | Presidenza del Consiglio dei ministri | Presidenza del Consiglio dei ministri | Presidenza del Consiglio dei ministri           | Presidenza del Consiglio dei ministri |
| Carica                                                                    | Titolare                              | Titolare                              | Titolare                                        | Partito                               |
| ------------------------------------------------------------------------- | ------------------------------------- | ------------------------------------- | ----------------------------------------------- | ------------------------------------- |
| Presidente del Consiglio                                                  |                                       |                                       | Donald Tusk                                     | KO                                    |
| Primo Vicepresidente del Consiglio                                        |                                       |                                       | Władysław Kosiniak-Kamysz                       | PSL-TD                                |
| Secondo Vicepresidente del Consiglio                                      |                                       |                                       | Krzysztof Gawkowski                             | LEWICA                                |
| Capo della Cancelleria della Presidenza del Consiglio                     |                                       |                                       | Jan Grabiec                                     | KO                                    |
| Ministeri senza portafoglio                                               |                                       |                                       |                                                 |                                       |
| Ministri senza portafoglio                                                | Ministri senza portafoglio            | Ministri senza portafoglio            | Ministri senza portafoglio                      | Partito                               |
| Ministro senza portafoglio Coordinatore con i servizi segreti (soppresso) |                                       |                                       | Tomasz Siemoniak (fino al 10 maggio 2024)       | KO                                    |
| Ministro senza portafoglio Affari legislativi                             |                                       |                                       | Maciej Berek                                    | IND                                   |
| Ministro senza portafoglio                                                |                                       |                                       | Marcin Kierwiński (dal 26 settembre 2024)       | KO                                    |
| Ministeri                                                                 |                                       |                                       |                                                 |                                       |
| Ministri                                                                  | Ministri                              | Ministri                              | Ministri                                        | Partito                               |
| Difesa nazionale                                                          |                                       |                                       | Władysław Kosiniak-Kamysz                       | PSL-TD                                |
| Affari digitali                                                           |                                       |                                       | Krzysztof Gawkowski                             | LEWICA                                |
| Giustizia                                                                 |                                       |                                       | Adam Bodnar                                     | IND                                   |
| Beni statali                                                              |                                       |                                       | Borys Budka (fino al 10 maggio 2024)            | KO                                    |
| Beni statali                                                              |                                       |                                       | Jakub Jaworowski (dal 13 maggio 2024)           | IND                                   |
| Affari esteri                                                             |                                       |                                       | Radosław Sikorski                               | KO                                    |
| Industria                                                                 |                                       |                                       | Marzena Czarnecka                               | IND                                   |
| Finanze                                                                   |                                       |                                       | Andrzej Domański                                | KO                                    |
| Famiglia, Lavoro e Politiche sociali                                      |                                       |                                       | Agnieszka Dziemianowicz-Bąk                     | LEWICA                                |
| Clima e Ambiente                                                          |                                       |                                       | Paulina Hennig-Kloska                           | P2050-TD                              |
| Sviluppo e Tecnologia                                                     |                                       |                                       | Krzysztof Hetman (fino al 10 maggio 2024)       | PSL-TD                                |
| Sviluppo e Tecnologia                                                     |                                       |                                       | Krzysztof Paszyk (dal 13 maggio 2024)           | PSL-TD                                |
| Interno e Pubblica amministrazione                                        |                                       |                                       | Marcin Kierwiński (fino al 10 maggio 2024)      | KO                                    |
| Interno e Pubblica amministrazione                                        |                                       |                                       | Tomasz Siemoniak (dal 10 maggio 2024)           | KO                                    |
| Infrastrutture                                                            |                                       |                                       | Dariusz Klimczak                                | PSL-TD                                |
| Salute                                                                    |                                       |                                       | Izabela Leszczyna                               | KO                                    |
| Sport e Turismo                                                           |                                       |                                       | Sławomir Nitras                                 | KO                                    |
| Istruzione                                                                |                                       |                                       | Barbara Nowacka                                 | KO                                    |
| Fondi e Politiche regionali                                               |                                       |                                       | Katarzyna Pełczyńska-Nałęcz                     | P2050-TD                              |
| Agricoltura e Sviluppo rurale                                             |                                       |                                       | Czesław Siekierski                              | PSL-TD                                |
| Cultura e Patrimonio nazionale                                            |                                       |                                       | Bartłomiej Sienkiewicz (fino al 10 maggio 2024) | KO                                    |
| Cultura e Patrimonio nazionale                                            |                                       |                                       | Hanna Wróblewska (dal 13 maggio 2024)           | IND                                   |
| Scienza ed Istruzione superiore                                           |                                       |                                       | Dariusz Wieczorek (fino 20 gennaio 2025)        | LEWICA                                |
| Scienza ed Istruzione superiore                                           |                                       |                                       | Marcin Kulasek (dal 20 gennaio 2025)            | LEWICA                                |
| Società civile                                                            |                                       |                                       | Agnieszka Buczyńska (fino al 16 ottobre 2024)   | P2050-TD                              |
| Società civile                                                            |                                       |                                       | Adriana Porowska (dal 16 ottobre 2024)          | P2050-TD                              |
| Uguaglianza                                                               |                                       |                                       | Katarzyna Kotula                                | LEWICA                                |
| Politiche della terza età                                                 |                                       |                                       | Marzena Okła-Drewnowicz                         | KO                                    |
| Unione europea                                                            |                                       |                                       | Adam Szłapka                                    | KO                                    |

### Esplicative
1. ↑  Donald Tusk ha ricevuto l'incarico di formare il governo dal Sejm l'11 dicembre 2023, dopo la mancata concessione della fiducia al suo predecessore. La data di insediamento ufficiale del governo è tuttavia il 13 dicembre, giorno del giuramento dinnanzi al presidente della Polonia.
2. 1 2  Di cui uno è anche Vicepresidente del Consiglio.
3. 1 2 3  Viene riportata la situazione parlamentare solo di questa camera (e non anche del Senato) poiché solo quest'ultima ha il potere di controllare il rapporto di fiducia con l'esecutivo.
4. 1 2 3  Fazione Nuova Sinistra (NL).
5. ↑  Fazione Lewica Razem (LR).
6. 1 2  Il deputato Adam Gamola.
7. 1 2 3 4 5 6 7 8 9 10 11 12 13  Di area Piattaforma Civica (PO).
8. 1 2 3 4 5 6  Di area Nuova Sinistra (NL).
9. ↑  Di nomina ed area KO.
10. ↑  Con delega aggiunta alla coordinazione con i servizi segreti
11. ↑  Di area Iniziativa Polacca (iPL).
12. ↑  Di area Nowoczesna (.N)

### Bibliografiche
1. ↑   Le opposizioni in Polonia non avranno comunque vita facile, Il Post, 17 ottobre 2023.
2. ↑   In Polonia l’ostruzionismo della destra rallenta la formazione del nuovo governo, Il Post, 7 novembre 2023.
3. ↑   Fabio Turco, Riti formali - Perché due mesi dopo le elezioni la Polonia non ha ancora un nuovo governo, Linkiesta, 9 dicembre 2023.
4. ↑   Il nuovo governo della Polonia potrebbe durare solo 14 giorni, Il Post, 27 novembre 2023.
5. ↑  (PL) Prezydent powoła "rząd dwutygodniowy", Wyborcza, 27 novembre 2023.
6. ↑   In Polonia le opposizioni hanno vinto le elezioni, Il Post, 16 ottobre 2023.
7. ↑   Elezioni Polonia: al Pis il 35%, ma la coalizione di Tusk raggiunge il 54%, SkyTG24, 16 ottobre 2023.
8. ↑   Opposizione polacca firma accordo, 'pronti a governare', ANSA, 10 novembre 2023.
9. ↑   COSTITUZIONE DELLA REPUBBLICA POLACCA, su sulleregole.it, Associazione “Sulle Regole”.
10. ↑   Aleksandra Krzysztoszek, Paolo Cantore (trad.), Si avvicina il ritorno di Donald Tusk alla guida della Polonia, Euractiv, 11 dicembre 2023.
11. ↑   Polonia, il Parlamento boccia Morawiecki, verso la nomina di Tusk a nuovo premier di Varsavia, Rai News, 11 dicembre 2023.
12. ↑   Donald Tusk è stato eletto primo ministro della Polonia, Il Post, 11 dicembre 2023.
13. ↑   Polonia, il parlamento ha eletto Tusk nuovo premier, SkyTG24, 11 dicembre 2023.
14. ↑   Aleksandra Krzysztoszek, Paolo Cantore (trad.), Polonia, il Presidente Duda conferirà l’incarico a Tusk nonostante gli avvertimenti, Euractiv, 4 dicembre 2023.
15. ↑   Polonia, il governo Tusk ottiene la fiducia in Parlamento, su rainews.it, Rai News, 12 dicembre 2023.
16. ↑  (PL) Głosowanie nr 105 na 1. posiedzeniu Sejmu, su sejm.gov.pl, Sejm, 12 dicembre 2023.
17. ↑   Tusk ha giurato come nuovo premier della Polonia, su ansa.it, ANSA, 13 dicembre 2023.
18. ↑   Polonia, deciso un rimpasto nel governo di Donald Tusk, euronews, 10 maggio 2024.